# Knooppunt Brno-jih
Knooppunt Brno-jih (Tsjechisch: Dálniční křižovatka Brno-jih) is een knooppunt in Brno in de regio Zuid-Moravië in Tsjechië.
Op dit knooppunt in de stad Brno sluit de D1 Praag/Ostrava aan op de D2 naar Bratislava.

## Geografie
Het knooppunt ligt in de stad Brno in de regio Zuid-Moravië nabij de wijken Brněnské Ivanovice, Dolní Heršpice en Horní Heršpice.

## Richtingen knooppunt
| Aansluitende wegen | Aansluitende wegen | Aansluitende wegen    | Aansluitende wegen | Aansluitende wegen |
| ------------------ | ------------------ | --------------------- | ------------------ | ------------------ |
|                    |                    | 2                     |                    |                    |
|                    |                    |                       |                    |                    |
| 1 richting Praag   | 1 richting Ostrava |                       |                    |                    |
|                    |                    |                       |                    |                    |
|                    |                    | 2 richting Bratislava |                    |                    |